# Paul Newman
|  | No s'ha de confondre amb Paul Neumann. |

Paul Newman (Shaker Heights, Ohio, 26 de gener de 1925 - Westport, Connecticut, 26 de setembre de 2008) fou un actor i director de cinema estatunidenc. Va ser molt apreciat com a actor, considerat com un dels darrers grans actors del Hollywood daurat, però també com a persona, per les seves activitats en favor dels drets civils (defensà els drets dels homosexuals) i les seves nombroses obres humanitàries. Va estar casat amb la seva segona dona, l'actriu Joanne Woodward, des del 1958 fins a la seva mort.

## Biografia

### Joventut
Newman va nàixer a Shaker Heights, una petita vila tocant a Cleveland (Ohio). El seu pare, Arthur S. Newman, era jueu d'origen alemany i propietari d'una pròspera botiga d'articles esportius. La seva mare, Theresa Fetzer, catòlica d'origen hongarès, ajudava a la botiga i s'ocupava de l'educació de Paul i del seu germà Arthur (que més tard esdevindria productor).
El jove Paul, que era un brillant esportista, també va començar a interessar-se molt d'hora pel teatre, cosa que la seva mare va encoratjar. Als 17 anys va actuar per primer cop en l'obra Robin Hood, amb el grup de teatre de l'institut on estudiava (el Shaker Heights High School). Va continuar els seus estudis a la universitat d'Ohio i va completar-los acabada la guerra, a la Universitat Kenyon, on va obtenir el graduat de ciències econòmiques i va formar part de l'equip de futbol americà.
L'any 1943 es va allistar a la Marina i va ser enviat al Pacífic, a Okinawa i a Guam, participant així en la Segona Guerra Mundial com a metrallador d'avió bombarder (hauria desitjat ser pilot, però el seu daltonisme li ho va impedir). Durant la contesa va ser ferit, la qual cosa li impedí practicar l'esport de manera professional, decidint-se així per una carrera teatral.
De retorn al país, i després de finalitzar els seus estudis, es va inscriure a la Universitat Yale i a l'Actors Studio per estudiar-hi la interpretació.

### Vida adulta
En paral·lel a la seva carrera d'actor, Newman es va comprometre en política (d'esquerres) i en activitats caritatives. Va crear, per exemple, una marca de productes alimentaris (Newman's Own) els beneficis de la qual van a parar a diversos organismes que s'ocupen de la infància. També va organitzar campaments per a nens amb càncer i va ajudar econòmicament centres per a persones amb problemes de droga i d'alcohol.
Es va casar dues vegades: amb Jacky Witte (del 1949 al 1958), amb la qual va tenir tres fills, Scott, Susan i Stephanie i, des de l'any 1958 fins a la seva mort, amb Joanne Woodward, amb qui va tenir tres filles: Elinor, Melissa i Claire.
Per a prendre distàncies amb el món del show business, va preferir anar a viure a la costa Est en comptes de quedar-se a Hollywood.
L'any 1978 va perdre el seu fill Scott, mort als 28 anys d'una sobredosi de medicaments. Arran d'aquesta tragèdia, Newman va fundar el Centre Scott Newman per la prevenció contra l'abús de drogues i, uns quants anys més tard, va realitzar la pel·lícula Harry & Son en memòria del seu fill.

### Les curses d'automòbil
Les curses de cotxes van constituir l'altra gran passió de Newman. Va interessar-s'hi per primer cop durant el rodatge de Winning. Era l'any 1968 i, malgrat el seu daltonisme, va esdevenir pilot professional.
Va participar en diverses curses, guanyant-ne algunes (va quedar segon a les 24 hores de Le Mans l'any 1979). L'any 1983 va crear una escuderia, la Newman/Haas Racing, que ha esdevingut molt prestigiosa en els circuits de curses americans.
Fins a l'any 2005 encara va participar en curses com a pilot, convertint-se en el pilot de més longevitat dels circuits.

### Darrers anys
A finals del 2007 va saber que tenia càncer. Veient que el tractament mèdic no era capaç de guarir-lo, les darreres setmanes va decidir passar-les a casa seva on va morir el 26 de setembre del 2008 acompanyat per les seves filles i la seva dona.

## Carrera artística

### Inicis al teatre
Va començar treballant amb una companyia de l'Illinois, la Woodstock Player's, on va conèixer la que seria la seva primera esposa, Jacky Witte. L'any 1953 va debutar a Broadway amb l'obra de William Inge Picnic; més endavant també va actuar en The Desperate Hours i Sweet Bird of Youth. Amb aquestes actuacions va aconseguir l'èxit que li obriria les portes del cinema.

### Actor de cinema
Reticent d'antuvi a la idea d'anar a treballar a Hollywood, va acabar per traslladar-s'hi, però la primera pel·lícula en la qual va participar, El calze de plata (1954), va ser qualificada pel mateix Newman com "la pitjor de tota la dècada dels 50". Tot i així, el 1956 va ser aclamat per la seva interpretació del boxador Rocky Graziano en la pel·lícula Somebody Up There Likes Me i, més endavant, pels seus papers en els films La gata sobre la teulada de zinc (1958), El llarg i càlid estiu (1958) (amb el qual va obtenir el premi al millor Actor a Cannes) o The Young Philadelphians (1959).

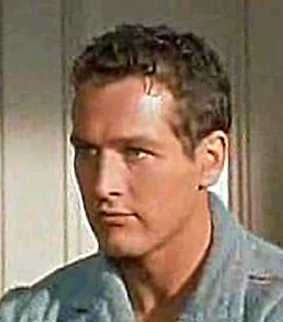
A la pel·lícula La gata sobre la teulada de zinc

L'any 1955 va participar en el càsting de A l'est de l'edèn, junt amb James Dean. Newman audicionava pel paper d'Aron Trask, el germà petit de Cal Trask, paper pel qual audicionava Dean (encara que en realitat fos més jove que Newman). En acabat, Dean va obtenir el seu paper però el del seu germà petit va anar a parar a l'actor Dick Davalos.
Malgrat el seu aspecte físic agradable, que segurament li hauria garantit un bon èxit en pel·lícules romàntiques, Newman va escollir papers complexos i variats, la qual cosa li va permetre fer una bona transició entre el cinema dels anys 50 i el dels anys 60 i 70; el seu caràcter rebel va agradar a la generació següent, essent sovint citat pels actors novells com una referència.
Durant aquesta època va protagonitzar diversos films que han deixat petja, com ara Èxode (1960), El vividor (1961), Hud (1963), Harper (1966), Cool Hand Luke (1967), El colós en flames (1974), Slap Shot (1977) o Veredicte final (1982). Va fer tàndem amb el seu amic Robert Redford a Butch Cassidy and the Sundance Kid (1969) i El cop (1973). També va actuar en diverses pel·lícules amb la seva segona dona, Joanne Woodward (llur darrera feina junts ha estat a la minisèrie de televisió de la HBO Empire Falls, l'any 2005).
Les seves darreres aparicions al cinema corresponen a Road to Perdition (2002) i Cars (2006) (en la que dona la seva veu a un dels personatges animats). El 25 de maig de 2007, amb 82 anys, va anunciar la seva retirada definitiva del món del cinema.

### Director
Com a director va començar realitzant el curt-metratge On the Harmfulness of Tobacco' (1961), al qual van seguir-li diversos llargmetratges tant pel cinema com per la televisió, com ara Rachel, Rachel (1968), basat en l'obra de Margaret Laurence A Jest of God, una versió cinematogràfica del Premi Pulitzer teatral The Effect of Gamma Rays on Man-in-the-Moon Marigolds (1972, on hi actuen la seva dona i llur filla Elinor), el film dedicat al seu fill mort, Harry & Son (1984) i l'adaptació d'una obra de Tennessee Williams, The Glass Menagerie (1987).

### Honors
Paul Newman va estar nominat nou vegades als Oscars com a actor per La gata sobre la teulada de zinc (1958), El vividor (1961), Dolç ocell de joventut (1962), Hud (1963), La llegenda de l'indomable (1967), Veredicte final (1982), El color dels diners (l'any 1986 i únic que va guanyar en aquesta categoria), Nobody's Fool (1994) i, el 2002, per Road to Perdition, en tant que millor actor secundari.
Rachel, Rachel (1968) va estar nominada per l'Oscar a la millor pel·lícula, que no va rebre; en canvi, aquest film li va proporcionar l'any següent el Golden Globe al millor director.
A Canes, l'any 1958, va ser guardonat amb el premi de la millor interpretació masculina pel film El llarg i càlid estiu.
El 2003 va ser candidat a l'Emmy per la seva interpretació al telefilm Our Town, premi que va obtenir el 2005 com a millor actor secundari en la sèrie Empire Falls (l'any següent rebria el Golden Globe de la mateixa categoria per aquesta producció).
També va estar nominat cinc vegades als premis BAFTA en la categoria al millor actor, guanyant aquest guardó l'any 1961 amb el film El vividor.
Va rebre diversos premis honorífics, com ara l'Oscar "per les seves múltiples i memorables interpretacions cinematogràfiques" (1985), el Premi Humanitari de l'Acadèmia Jean Hersholt (1994) o el Premi Cecil B. DeMille pel conjunt de la seva carrera (1984).

## Anècdotes
- El seu fill Scott va actuar en diversos films com ara a El colós en flames, on hi feia de bomber.
- La seva filla Susan realitza documentals i s'ocupa d'obres filantròpiques. També ha estat la productora del seu telefilm The Shadow Box.
- Newman estigué casat amb Joanne Woodward durant més de 50 anys. Quan durant una entrevista amb la revista Empire hom va preguntar-li per què no havia comès mai adulteri, ell va donar la cèlebre resposta: "Per què sortir per anar a buscar una hamburguesa quan a casa hi tinc un bon bistec...?"
- Durant les eleccions presidencials americanes del 1968 va donar suport ostensiblement a Eugene McCarthy (candidat demòcrata partidari de la retirada dels EUA de la Guerra del Vietnam); a causa d'això, va figurar en el dinovè lloc de la "Llista dels Enemics de Nixon". Newman va declarar "que trobava aquest fet com un dels èxits més reeixits de la seva vida".

## Filmografia
Filmografia

### Actor
| Any  | Pel·lícula                                               | Paper                               | Notes |
| ---- | -------------------------------------------------------- | ----------------------------------- | --- |
| 1954 | El calze de plata (The Silver Chalice)                   | Basil                               | |
| 1956 | Somebody Up There Likes Me                               | Rocky Graziano                      | |
| 1956 | The Rack                                                 | Capità. Edward Worthington Hall Jr. | |
| 1957 | The Helen Morgan Story                                   | Larry Maddux                        | |
| 1957 | Until They Sail                                          | Capità Jack Harding                 | |
| 1958 | El llarg i càlid estiu (The Silver Chalice)              | Ben Quick                           | Premi a la interpretació masculina (Festival de Canes) |
| 1958 | El pistoler esquerrà (The Left Handed Gun)               | William "Billy el Nen" Bonney       | |
| 1958 | La gata sobre la teulada de zinc (Cat on a Hot Tin Roof) | Brick Pollitt                       | Nominació − Oscar al millor actor Nominació − BAFTA al millor actor estranger |
| 1958 | Rally 'Round the Flag, Boys!                             | Harry Bannerman                     | |
| 1959 | The Young Philadelphians                                 | Anthony Judson Lawrence/Narrador    | |
| 1960 | From the Terrace                                         | David Alfred Eaton                  | |
| 1960 | Èxode (Exodus)                                           | Ari Ben Canaan                      | |
| 1961 | El vividor (The Hustler)                                 | Eddie Felson                        | BAFTA al millor actor estranger Nominació − Oscar al millor actor Nominació − Globus d'Or al millor actor dramàtic                                                                    |
| 1961 | Paris Blues                                              | Ram Bowen                           | |
| 1962 | Dolç ocell de joventut (Sweet Bird of Youth)             | Chance Wayne                        | Nominació − Globus d'Or al millor actor dramàtic |
| 1962 | Hemingway's Adventures of a Young Man                    | Ad Francis                          | Nominació − Globus d'Or al millor actor secundari |
| 1963 | Hud                                                      | Hud Bannon                          | Nominació − Oscar al millor actor Nominació − Globus d'Or al millor actor dramàtic Nominació − BAFTA al millor actor estranger                                                        |
| 1963 | Samantha (A New Kind of Love)                            | Steve Sherman                       | |
| 1963 | El premi (The Prize)                                     | Andrew Craig                        | |
| 1964 | What a Way to Go!                                        | Larry Flint                         | |
| 1964 | The Outrage                                              | Juan Carrasco                       | |
| 1965 | Lady L                                                   | Armand                              | |
| 1966 | Harper                                                   | Lew Harper                          | |
| 1966 | Cortina esquinçada (Torn Curtain)                        | Professor Michael Armstrong         | |
| 1967 | Hombre                                                   | John Russell                        | |
| 1967 | La llegenda de l'indomable (Cool Hand Luke)              | Lucas "Luke" Jackson                | Nominació − Oscar al millor actor Nominació − Globus d'Or al millor actor dramàtic |
| 1968 | The Secret War of Harry Frigg                            | Harry Frigg                         | |
| 1969 | Winning                                                  | Frank Capua                         | |
| 1969 | Butch Cassidy and the Sundance Kid                       | Butch Cassidy                       | Nominació − BAFTA al millor actor |
| 1970 | WUSA                                                     | Rheinhardt                          | |
| 1971 | Casta invencible (Sometimes a Great Notion)              | Hank Stamper                        | |
| 1972 | Pocket Money                                             | Jim Kane                            | |
| 1972 | The Life and Times of Judge Roy Bean                     | Jutge Roy Bean                      | |
| 1973 | L'home de Mackintosh (The Mackintosh Man)                | Joseph Rearden                      | |
| 1973 | El cop (The Sting)                                       | Henry "Shaw" Gondorff               | |
| 1974 | El colós en flames (The Towering Inferno)                | Doug Roberts                        | |
| 1975 | Amb l'aigua al coll (The Drowning Pool)                  | Lew Harper                          | |
| 1976 | Buffalo Bill and the Indians                             | William F. "Buffalo Bill" Cody      | |
| 1976 | Silent movie                                             | Ell mateix                          | |
| 1977 | Slap Shot                                                | Reggie Dunlop                       | |
| 1979 | Quintet                                                  | Essex                               | |
| 1980 | When Time Ran Out...                                     | Hank Anderson                       | |
| 1981 | Fort Apache the Bronx                                    | Murphy                              | |
| 1981 | Sense malícia (Absence of Malice)                        | Michael Colin Gallagher             | Nominació − Oscar al millor actor |
| 1981 | Veredicte final (The Verdict)                            | Frank Galvin                        | Nominació − Oscar al millor actor Nominació − Globus d'Or al millor actor dramàtic |
| 1984 | Harry i fill (Harry & Son)                               | Harry Keach                         | |
| 1986 | El color dels diners (The Color of Money)                | Fast Eddie Felson                   | Oscar al millor actor Nominació − Globus d'Or al millor actor dramàtic |
| 1989 | Fat Man and Little Boy                                   | General Leslie R. Groves            | |
| 1989 | L'escàndol Blaze (Blaze)                                 | Gov. Earl K. Long                   | |
| 1990 | Mr. & Mrs. Bridge                                        | Walter Bridge                       | |
| 1994 | El gran salt (The Hudsucker Proxy)                       | Sidney J. Mussburger                | |
| 1994 | Nobody's Fool                                            | Sully Sullivan                      | Ós de Plata a la millor interpretació masculina Nominació − Oscar al millor actor Nominació − Globus d'Or al millor actor dramàtic                                                    |
| 1998 | Twilight                                                 | Harry Ross                          | |
| 1999 | Missatge en una ampolla (Message in a Bottle)            | Dodge Blake                         | |
| 2000 | On hi hagi els diners (Where the Money Is)               | Henry Manning                       | |
| 2002 | Road to Perdition                                        | John Rooney                         | Nominació − Oscar al millor actor secundari Nominació − Globus d'Or al millor actor secundari Nominació − BAFTA al millor actor secundari                                             |
| 2003 | Our Town                                                 | Stage Manager                       | Nominació − Primetime Emmy al millor actor en minisèrie o telefilm |
| 2005 | Empire Falls                                             | Max Roby                            | Telefilm Globus d'Or al millor actor secundari en sèrie, minisèrie o telefilm Primetime Emmy al millor actor en minisèrie o telefilm Nominació − Primetime Emmy a la millor minisèrie |
| 2006 | Cars                                                     | Doc Hudson                          | Veu |

### Director, guionista o productor
| Any  | Pel·lícula                                            | Notes                                                                      |
| ---- | ----------------------------------------------------- | -------------------------------------------------------------------------- |
| 1968 | Rachel, Rachel                                        | Director, productor Nominació − Oscar a la millor pel·lícula               |
| 1969 | Butch Cassidy and the Sundance Kid                    | Productor executiu Globus d'Or al millor director                          |
| 1970 | Puzzle of a Downfall Child                            | Productor                                                                  |
| 1971 | Casta invencible (Sometimes a Great Notion)           | Director, productor                                                        |
| 1972 | The Effect of Gamma Rays on Man-in-the-Moon Marigolds | Director, productor Nominació − Palma d'Or                                 |
| 1980 | The Shadow Box                                        | Director Nominació − Primetime Emmy al millor director en sèrie o especial |
| 1984 | Harry i fill                                          | Director, guionista                                                        |
| 1987 | The Glass Menagerie                                   | Director Nominació − Palma d'Or                                            |